# Pareclipsis incerta
Pareclipsis incerta là một loài bướm đêm trong họ Geometridae.